# Halladahosahalli, Turuvekere
Halladahosahalli là một làng thuộc tehsil Turuvekere, huyện Tumkur, bang Karnataka, Ấn Độ.